# Dipterocypsela
Dipterocypsela là một chi thực vật có hoa trong họ Cúc (Asteraceae).

## Loài
Chi Dipterocypsela gồm các loài: